# Battaglia di Fromelles
La battaglia di Fromelles fu combattuta tra il 19 e il 20 luglio 1916 nell'ambito dei più ampi eventi della battaglia della Somme della prima guerra mondiale, e vide affrontarsi le forze britanniche, sostenute da quelle australiane, da un lato e le truppe tedesche dall'altro. In totale nella battaglia furono coinvolti 30 000 soldati anglo-australiani e 10 000/15 000 soldati tedeschi; le perdite furono rispettivamente di 7 000 soldati per gli anglo-australiani e 1 600/2 000 soldati per i tedeschi.
Il XI Corps britannico del generale Richard Haking attaccarono le posizioni tedesche nella zona di Fromelles, ma fu respinto dopo aver subito pesante perdite.